# 罗克弗伊
罗克弗伊（法語：Roquefeuil，法語發音：[ʁɔkfœj] ⓘ）是法国奥德省的一个市镇，位于该省西南部，属于利穆区。

## 地理
罗克弗伊（42°49'13"N, 1°59'42"E）面积22.38 平方千米，位于法国奧克西塔尼大區奥德省，该省份为法国南部沿海省份，北起塔恩省，西北接上加龙省，西接阿列日省，南至东比利牛斯省，东临地中海，东北与埃罗省接壤。
与罗克弗伊接壤的市镇（或旧市镇、城区）包括：贝莱斯塔、贝尔凯尔、埃斯珀泽勒、尼奥尔德索、里韦勒、富加和巴里讷夫、皮韦尔。

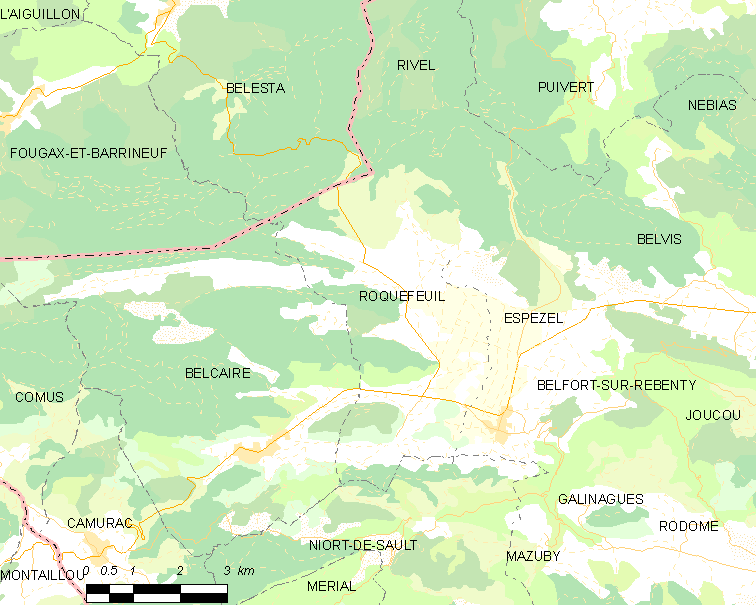
罗克弗伊的OSM定位图

罗克弗伊的时区为UTC+01:00、UTC+02:00（夏令时）。

## 行政
罗克弗伊的邮政编码为11340，INSEE市镇编码为11320。

## 政治
罗克弗伊所属的省级选区为上奥德河谷县。

## 人口

1962-2008年间罗克弗伊人口变化图示

罗克弗伊于2022年1月1日时的人口数量为285人。